# NGC 404
NGC 404 je trpasličí čočková galaxie v souhvězdí Andromedy. Její zdánlivá jasnost je 10,0m a úhlová velikost 3,5′ × 3,5′. Je vzdálená 5 milionů světelných let, průměr má 10 000 světelných let. Galaxii objevil 13. září 1784 William Herschel.
Gaalxie na obloze leží pouhých 7′ od jasné hvězdy Mirach. Rozptýlené světlo teto hvězdy ztěžuje její pozorování. Pro úhlovou blízkost hvězdě Mirachu a nesnadnou pozorovatelnost je galaxii přezdíváno „Mirachův duch”.